# Гай Клавдий Марцелл (претор)
Гай Кла́вдий Марце́лл (лат. Gaius Claudius Marcellus; умер после 51 года до н. э.) — римский политический деятель и писатель из плебейской ветви рода Клавдиев, претор 80 года до н. э., наместник Сицилии в 79 году до н. э., друг Марка Туллия Цицерона. Написал книгу по сакральному праву, текст которой полностью утрачен.

## Происхождение
Марцелл принадлежал к плебейской ветви Клавдиев, которая, по предположениям историков, изначально находилась в тесной связи с Клавдиями-патрициями. Отец Гая, Марк Клавдий Марцелл, известен только по имени; дед, ещё один Марк, был трёхкратным консулом (в 166, 155 и 152 годах). У Гая был старший брат, тоже Марк, курульный эдил в 91 году до н. э.

## Биография
Первое надёжное упоминание о Гае Клавдии относится к 80 году до н. э., когда он занимал должность претора. По истечении полномочий Марцелл стал проконсулом Сицилии (79 год до н. э.). Его предшественник, Марк Эмилий Лепид, запомнился провинциалам своими злоупотреблениями; Гай Клавдий же оказался честным и добросовестным наместником, действовавшим «в духе справедливости и закона», из-за чего Марк Туллий Цицерон даже назвал его «спасителем» Сицилии. Известно, что благодарные жители острова учредили праздник в его честь (Марцеллии, отменённые позже Гаем Верресом), поставили статуи Марцелла в Тиндариде и Тавромении.
В 70 году до н. э. Гай Клавдий входил в состав совета претора Мания Ацилия Глабриона, который председательствовал в суде во время процесса Верреса; Марцелл сам был одним из судей. По мнению немецкого антиковеда Фридриха Мюнцера, к этому времени он не имел серьёзного политического веса.
Предположительно именно во время суда над Верресом завязалась дружба между Гаем Клавдием и Марком Туллием Цицероном (последний был обвинителем на этом процессе). Цицерон, по его собственным словам, «почитал» Марцелла, «как отца»; «многочисленные благодеяния» Гая Клавдия «защищали его при печальных и возвеличивали при счастливых обстоятельствах». Известно, что именно из-за настоятельных просьб Гая Цицерон взялся в 62 году до н. э. защищать в суде Публия Корнелия Суллу. В 51 году до н. э., узнав, что сын Марцелла избран консулом, Марк Туллий отправил Гаю-старшему поздравительное письмо из далёкой Киликии. 
Марцелл был членом жреческой коллегии авгуров («выдающимся авгуром», по словам Цицерона) и написал сочинение по сакральному праву. Он доказывал, что ауспиции были придуманы исключительно «ради пользы государства», тогда как его оппонент Аппий Клавдий Пульхр старался доказать, что предсказание будущего (дивинация) действительно возможно.

## Семья
Гай Клавдий был женат на Юнии — по словам Цицерона, «достойнейшей и прекрасной женщине»; это могла быть дочь Децима Юния Брута Каллаика, консула 138 года до н. э., или дочь Марка Юния Силана, консула 109 года до н. э. В этом браке родился сын — тоже Гай, консул 50 года до н. э.